# Al-Ziyarah
Al-Ziyarah (tiếng Ả Rập: الزيارة, cũng đánh vần Zeyareh) là một thị trấn ở phía bắc Syria, một phần hành chính của Tỉnh Hama, nằm cách Hama 75 km về phía tây bắc. Nó nằm ở đồng bằng Ghab, trên bờ phía đông của sông Orontes. Các địa phương lân cận bao gồm Qarqur 7 km về phía bắc, Sirmaniyah về phía tây bắc, Qastun ở phía đông và Farikah, Khirbet al-Arus và al-Amqiyah Tahta ở phía nam. Theo Cục Thống kê Trung ương Syria, al-Ziyarah có dân số 3.541 người trong cuộc điều tra dân số năm 2004. Đây cũng là trung tâm của Al-Ziyarah Nahiyah ("phân khu"), một phần của quận Al-Suqaylabiyah, bao gồm 25 địa phương và với dân số kết hợp là 38.872 người vào năm 2004.

## Lịch sử
Al-Ziyarah đã được xác định là cổ Aramaean thành phố "Ziara", mà là một phần của Ha-mát vương quốc.
Tên al-Ziyarah là tiếng Ả Rập cho "nơi đến thăm." Al-Ziyarah nhận được tên của nó từ một ngôi đền hai mái vòm nằm trong thị trấn. Mái vòm màu trắng và được bao quanh bởi những cây sồi. Nó có một cái nhìn qua đồng bằng xung quanh và dãy núi Nusayriyah.
Trước năm 1960, nahiyah của al-Ziyarah là một phần của Tỉnh Idlib, sau đó nó trở thành một phần của Chính quyền Hama. Năm 1970, một hộ gia đình trung bình ở al-Ziyarah gồm gần chín thành viên. Một dự án tưới cho 17.400 ha ở khu vực al-Ziyarah đã được bắt đầu vào năm 1990. Dự án đã được hoàn thành với việc xây dựng đập Zeyzoun vào năm 1995. Vào ngày 4 tháng 6 năm 2002, con đập bị sập gây ngập lụt hàng loạt trong khu vực. Năm thị trấn, bao gồm al-Ziyarah, đã chứng kiến hàng trăm ngôi nhà bị phá hủy hoặc hư hỏng nặng, khiến chính phủ Syria yêu cầu viện trợ quốc tế khẩn cấp. Trong tổng số mười người thiệt mạng, thì có năm người, bao gồm hai phụ nữ, hai trẻ em và một nhân viên của con đập, là cư dân của al-Ziyarah.
Vào ngày 5 tháng 11 năm 2012, trong cuộc Nội chiến Syria đang diễn ra giữa chính phủ Syria và phiến quân đối lập, một quả bom xe đã phát nổ bên ngoài một cơ quan phát triển do chính phủ điều hành ở al-Ziyarah. Trong khi truyền thông nhà nước tuyên bố hai người thiệt mạng và 10 người bị thương, các nhà hoạt động đối lập tuyên bố vụ tấn công khiến 50 binh sĩ Syria và dân quân thân chính phủ thiệt mạng.